# Nikita Morgatchiov
Nikita Andreïevitch Morgatchiov (en russe : Никита Андреевич Моргачёв), né le 3 mai 1981, est un rameur russe.

## Palmarès

### Jeux olympiques
- 2008, à Pékin ( Chine)
  - e
- 2012, à Londres ( Royaume-Uni)
  - e

### Championnats d'Europe
- 2007, à Poznań ( Pologne)
  -  Médaille d'or
- 2014, à Belgrade ( Serbie)
  -  Médaille d'argent en Quatre de pointe
- 2015, à Poznań ( Pologne)
  -  Médaille de bronze en Huit